# 47. Reserve-Division (Deutsches Kaiserreich)
Die 47. Reserve-Division war ein Großverband der Preußischen Armee im Ersten Weltkrieg.

## Gliederung

### Kriegsgliederung am 10. September 1914
- 93. Reserve-Infanterie-Brigade
  - Reserve-Infanterie-Regiment Nr. 217
  - Reserve-Infanterie-Regiment Nr. 218
- 94. Reserve-Infanterie-Brigade
  - Reserve-Infanterie-Regiment Nr. 219
  - Reserve-Infanterie-Regiment Nr. 220
- Reserve-Kavallerie-Abteilung Nr. 47
- Reserve-Feldartillerie-Regiment Nr. 47
- Fußartillerie-Bataillon/Posen 1
- Reserve-Pionier-Kompanie Nr.  47

### Kriegsgliederung am 26. Mai 1918
- 94. Reserve-Infanterie-Brigade
  - Reserve-Infanterie-Regiment Nr. 218
  - Reserve-Infanterie-Regiment Nr. 219
  - Reserve-Infanterie-Regiment Nr. 220
  - MG-Scharfschützen-Abteilung Nr. 47
  - 4. Eskadron/Jäger-Regiment zu Pferde Nr. 4
- Artillerie-Kommandeur Nr. 47
  - Reserve-Feldartillerie-Regiment Nr. 47
  - Fußartillerie-Bataillon Nr. 158
- Pionier-Bataillon Nr. 347
- Divisions-Nachrichten-Kommandeur Nr. 447

## Geschichte
Die Division wurde ab 25. August 1914 aufgestellt. Sie war Teil des XXIV. Reserve-Korps unter General der Infanterie Friedrich von Gerok an der Westfront, wurde im September 1914 zur 5. Armee verlegt und stand zwischen Maas und Mosel im Stellungskrieg. Ende November erfolgte der Abtransport der Division an die Ostfront. Dort wurde sie im Raum Krakau ausgeladen und der österreichisch-ungarischen 4. Armee des Erzherzog Joseph Ferdinand an die Karpathenfront zugeführt. Sie kämpfte Anfang Dezember 1914 während der Schlacht von Limanowa-Lapanow an der Stradomka bei Muchowka. Die Division unter Führung des Generalleutnants Alfred von Besser bildete bei der Gegenoffensive der Korpsgruppe „Roth“ auf der Orlowka-Höhe 597 und bei Raibrot einen starken Frontpfeiler und hatte großen Anteil am österreichischen Erfolg. Nach dem russischen Rückzug sicherte die Division bis zum März 1915 am Dunajec.
Anfang Mai 1915 beteiligte sich die Division am Frontdurchbruch zwischen Gorlice–Tarnów. Sie stand wiederum im Verband der k.u.k. 4. Armee. Zwischen 15. Mai bis  23. Juni absolvierte die Division weitere Stellungskämpfe am San-Abschnitt bei Nieroda und Maziarnia und stieß danach bis zum Wisznia-Abschnitt vor. Nach Kämpfen bei Krasnik erfolgte Ende Juli der weitere Vormarsch von der Wysnika bis zum Wieprzfluss. Zwischen 20. August und 3. September 1915 folgte die Division dem Vormarsch der deutschen 11. Armee zwischen Bug und Jasiolda nach Norden. Im September 1915 im Raum Slonim vorgehend, wurde die Division dem Landwehrkorps Woyrsch unterstellt. Es folgten zur Jahreswende Stellungskämpfe an der oberen Schtschara im Raum Ostrow. Die Division wurde dabei dem XXXVIII. Reserve-Korps zugeteilt. Im Juli und August 1916 kämpfte die Division erfolgreich in der Abwehrschlacht bei Baranowitschi-Goroditsche gegen russische Angriffe und verblieb die nächsten Monate wieder in Unterstellung der Armeeabteilung Woyrsch.
Anfang Mai 1917 kehrte die Division an die Westfront zurück. Bis Anfang Juni wurde sie im Raum Toul an der Linie Remenauville-Regnieville eingesetzt. Nach der Schlacht an der Aisne verstärkte sie im Juni 1917 die Stellungen am Chemin des Dames, bis Ende November 1917 bestand die Division Stellungskämpfe an der Ailette.
Ab 21. März 1918 kämpfte die Division in der deutschen Frühjahrsoffensive am Südflügel der im Raum beidseitig St. Quentin konzentrierten 18. Armee. Die Division stieß im Verband der Gruppe „Gayl“ (13. Landwehr- und 47. Reserve-Division) über die Oise aus dem Raum La Fère nach Westen vor, am 22. März überwand sie den Crozat-Kanal bei Tergnier. Bis 24. März besetzte die Division Chauny und verstärkte das Vorgehen der nun übergeordneten Gruppe „Conta“ (IV. Reserve-Korps) auf Noyon und Lassigny.
Nach Verlegung zur 7. Armee (Max von Boehn) im Raum Laon erfolgte am 28. Mai der Vorstoß über die Vesle auf Soissons. Die Division stand dabei als Reserve im Verband des VIII. Reserve-Korps (Gruppe Wichura) und beteiligte sich am Vorstoß auf Villers-Cotterêts. Die Division griff am 2. Juni im Zentrum Wichuras ein und verblieb danach bis Mitte Juli als Reserve im Hinterland von Hartennes. Nach der alliierten Gegenoffensive erfolgte der notwendige Rückzug hinter die Aisne. Die Division verteidigte dabei bis Ende Juli einen Vesle-Abschnitt der schwerbedrängten Front zwischen Soissons und Reims und wurde dann herausgezogen. Am 2. August 1918 wurde die Division in Lothringen aufgelöst.

### Gefechtskalender

#### 1914
- 12. Oktober bis 19. November – Kämpfe zwischen Maas und Mosel
- 20. bis 28. November – Transport von Lothringen nach Krakau
- 05. bis 17. Dezember – Schlacht bei Limanowa-Lapanow
- ab 18. Dezember – Stellungskämpfe an unteren Dunajek

#### 1915
- bis 1. März – Stellungskämpfe an unteren Dunajek
- 01. bis 3. Mai – Schlacht von Gorlice-Tarnów
- 03. bis 5. Mai – Übergang über den Dunajec
- 04. bis 14. Mai – Verfolgungskämpfe nach der Schlacht von Gorlice-Tarnów
- 15. Mai bis 23. Juni – Stellungskampf am Leg-San-Abschnitt
- 24. bis 30. Juni – Verfolgungskämpfe vom San bis zum Wisznia-Abschnitt
- 01. bis 19. Juli – Zweite Schlacht bei Krasnik
- 20. Juli bis 9. August – Verfolgungskämpfe von der Wysnika bis über den Wieprz
- 10. bis 19. August – Verfolgungskämpfe vom Wieprz bis zum Bug
- 20. August bis 3. September – Verfolgungskämpfe zwischen Bug und Jasiolda
- 04. bis 9. September – Gefecht bei Bereza-Kartuska
- 09. bis 12. September – Kämpfe an der Jasiolda-Zelwianke
- 13. bis 18. September – Schlacht bei Slonim
- 19. bis 24. September – Kämpfe an der oberen Schtschara-Serwetsch
- ab 25. September – Stellungskämpfe an der oberen Schtschara-Serwetsch

#### 1916
- - 02. bis 9. Juli – Schlacht bei Baranowitschi
  - 10. Juli bis 9. August – Schlacht bei Baranowitschi-Gorodischtsche
  - 09. bis 10. November – Gefecht bei Skrobowo

#### 1917
- 01. Januar bis 1. Mai – Stellungskämpfe an der oberen Schtschara-Serwetsch
- 01. bis 7. Mai –- Transport nach dem Westen
- 07. Mai bis 10. Juni – Stellungskämpfe vor Verdun
- 11. Juni bis 23. Oktober – Stellungskämpfe am Chemin des Dames
- 23. Oktober – Gefecht bei Chavignon
- 24. Oktober bis 2. November – Nachhutkämpfe an und südlich der Ailette

ab 3. November – Stellungskämpfe nördlich der Ailette

#### 1918
- bis 20. März – Stellungskämpfe nördlich der Ailette
- 21. März bis 6. April – Große Schlacht in Frankreich
  - 21. bis 22. März – Durchbruchsschlacht bei St. Quentin-La Fère
  - 23. bis 24. März – Kämpfe beim Übergang über die Somme und den Crozat-Kanal zwischen St. Christ und Tergnier
  - 25. bis 31. März – Verfolgungskämpfe bis Montdidier-Noyon
- 07. April bis 26. Mai – Kämpfe an der Avre und bei Montdidier und Noyon
- 27. Mai bis 13. Juni – Schlacht bei Soissons und Reims
  - 28. Mai bis 1. Juni – Verfolgungskämpfe zwischen Oise und Aisne und über die Vesle bis zur Marne
- 14. Juni bis 4. Juli – Stellungskämpfe zwischen Oise, Aisne und Marne
- 05. bis 17. Juli – Stellungskämpfe westlich Soissons
- 18. bis 25. Juli – Abwehrschlacht zwischen Soissons und Reims
- 01. bis 2. August – Stellungskämpfe in Lothringen
- 02. August – Auflösung der Division

## Kommandeure
| Dienstgrad      | Name                    | Datum                                 |
| --------------- | ----------------------- | ------------------------------------- |
| Generalleutnant | Bogislav von Bagenski   | 25. August 1914 bis 10. November 1914 |
| Generalleutnant | Alfred von Besser       | 11. November 1914 bis 25. April 1917  |
| Generalmajor    | Hartwig von Eichendorff | 26. April 1917 bis 2. August 1918     |